# Haircut One Hundred
Gli Haircut One Hundred (abbreviati in Haircut 100) sono stati un gruppo musicale britannico, attivi dal 1980 al 1984.

## Storia
Il progetto è nato dal cantante Nick Heyward e dal bassista Les Nemes. Sotto contratto con la Arista Records, la band viene seguita dal produttore Bob Sargeant, collaboratore di Mick Ronson.
Nel 1982 il vocalist inglese abbandona il complesso per proseguire una carriera solista. Capitanati dal percussionista Marc Fox, gli Haircut 100 incidono, in seguito, il loro secondo nonché ultimo lavoro in studio.
Sciolti ufficialmente nel 1984, si sono esibiti saltuariamente live.
Fra i loro maggiori successi commerciali si ricorda il singolo Love One Plus, inserito nella colonna sonora di Seven e di Molto incinta.

## Formazione
- Nick Heyward – voce, chitarra elettrica
- Les Nemes – basso elettrico
- Graham Jones – chitarra
- Marc Fox – percussioni, voce
- Patrick Hunt – batteria
- Blair Cunningham – batteria
- Phil Smith – sassofono

## Discografia

### Album in studio
- 1982 – Pelican West
- 1984 – Paint and Paint